# Henry Stafford Northcote
Henry Stafford Northcote, 1. baron Northcote (Henry Stafford Northcote, 1st Baron Northcote, 1st Baronet Northcote of Exeter) (18. listopadu 1846, Londýn, Anglie – 29. září 1911, Ashford, Anglie) byl britský státník, diplomat a koloniální administrátor, mladší syn ministra Stafforda Northcota. V mládí působil v diplomacii, poté byl dlouholetým poslancem Dolní sněmovny a zastával nižší funkce v konzervativních vládách. Byl guvernérem v Bombaji (1899–1903) a od roku 1900 s titulem barona členem Sněmovny lordů. Vrcholem jeho kariéry byl úřad generálního guvernéra v Austrálii (1904–1908).

## Kariéra

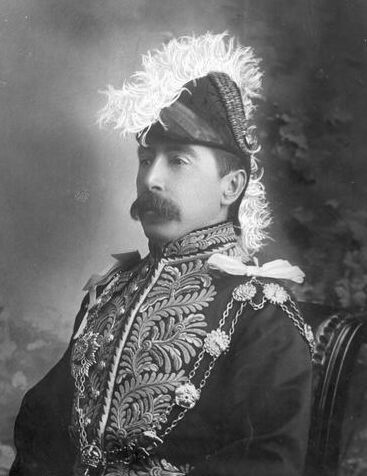
Lord Northcote v uniformě vrchního velitele Austrálie

Pocházel ze starobylé šlechtické rodiny připomínané v Devonu od 12. století, narodil se v Londýně jako mladší syn pozdějšího ministra financí a zahraničí Stafforda Northcota. Studoval v Etonu a Oxfordu, poté působil v diplomacii jako nižší úředník na ministerstvu zahraničí. V roce 1871 doprovázel svého otce do Spojených států, v roce 1876 byl tajemníkem markýze ze Salisbury v Istanbulu. V letech 1877–1880 byl tajemníkem svého otce, který byl tehdy ministrem financí. V roce 1880 obdržel Řád lázně a v letech 1880–1899 byl členem Dolní sněmovny za Konzervativní stranu, v parlamentu zastupoval město Exeter. Po otcově smrti byl povýšen na baroneta (1887), v Salisburyho vládách zastával nižší funkce finančního tajemníka na ministerstvu války (1885–1886) a generálního inspektora armády (1886–1888). V letech 1899–1903 byl guvernérem v Bombaji. V roce 1900 získal titul barona a stal se členem Sněmovny lordů, téhož roku obdržel Řád Indické říše. Ještě v Bombaji obdržel v roce 1903 od ministra kolonií Josepha Chamberlaina nabídku na post generálního guvernéra v Austrálii.

## Generální guvernér v Austrálii
Funkce generálního guvernéra v Austrálii se ujal v lednu 1904. Jeho dva předchůdci na tomto postu (1. markýz z Linlithgow a Hallam Tennyson) působili v úřadu jen ve zkrácených obdobích a požadavek po stabilizaci poměrů z britské i australské strany vedl k tomu, že Northcote byl jmenován na pětileté funkční období. V Austrálii zúročil své zkušenosti z diplomacie, politiky i svého předchozího působení v Bombaji. Získal značnou popularitu a byl uznáván jako prozíravý politik, mimo jiné proslul tím, že Austrálii aktivně procestoval. Zhoršení vztahů mezi Británií a Austrálií však nakonec vedlo k tomu, že nezůstal do konce funkčního období a rezignoval v únoru 1908. V roce 1904 získal Řád sv. Michala a sv. Jiří.
Po návratu do Anglie se kvůli špatnému zdravotnímu stavu veřejného dění stranil, v roce 1909 byl jmenován členem Tajné rady. Při korunovaci Jiřího V. v červnu 1911 nesl vlajku Australského svazu. Zemřel krátce poté v září 1911. Jeho manželství s Alicí Stephen zůstalo bez potomstva a titul barona zanikl.